# 小行星7911
小行星7911（7911 Carlpilcher）是一颗绕太阳运转的小行星，为主小行星带小行星。该小行星于1977年9月8日发现。

## 轨道参数
小行星7911的轨道半长轴为2.8993586 UA，离心率为0.161。